# 普塔勒姆區
普塔勒姆區是斯里蘭卡西北省的一個區。面積2,976平方公里。2001年人口709,677人。首府普塔勒姆。